# Cinclidotus pachyloma
Cinclidotus pachyloma là một loài rêu trong họ Cinclidotaceae. Loài này được E.S. Salmon mô tả khoa học đầu tiên năm 1900.